# Bitva u Avarajru
Bitva u Avarajru (arménsky Ավարայրի ճակատամարտ) bylo ozbrojené střetnutí mezi křesťanskou arménskou armádou vedenou vzbouřencem Vardanem Mamikonjanem a armádou sasánovské Persie. Odehrálo se 26. května 451 na Avarajrovské planině v tehdejší Arménii, dnes Íránu.

## Průběh a souvislosti
Střet se dehrál 26. května 451 na Avarajrovské planině v arménské provincii Vaspurakan, která dnes leží na území Íránu. Šlo o jednu z prvních bitev na obranu křesťanské víry v dějinách.
Peršané v bitvě vyhráli, ale nepřinesla řešení problému – arménský odpor pokračoval tři další desetiletí, vedený Vardanovým synovcem Vahanem. Nakonec Peršané s Armény uzavřeli roku 484 smlouvu z Nvarsaku, v níž Arménům povolili praktikovat křesťanskou víru a vyhlásili amnestii pro všechny rebely.

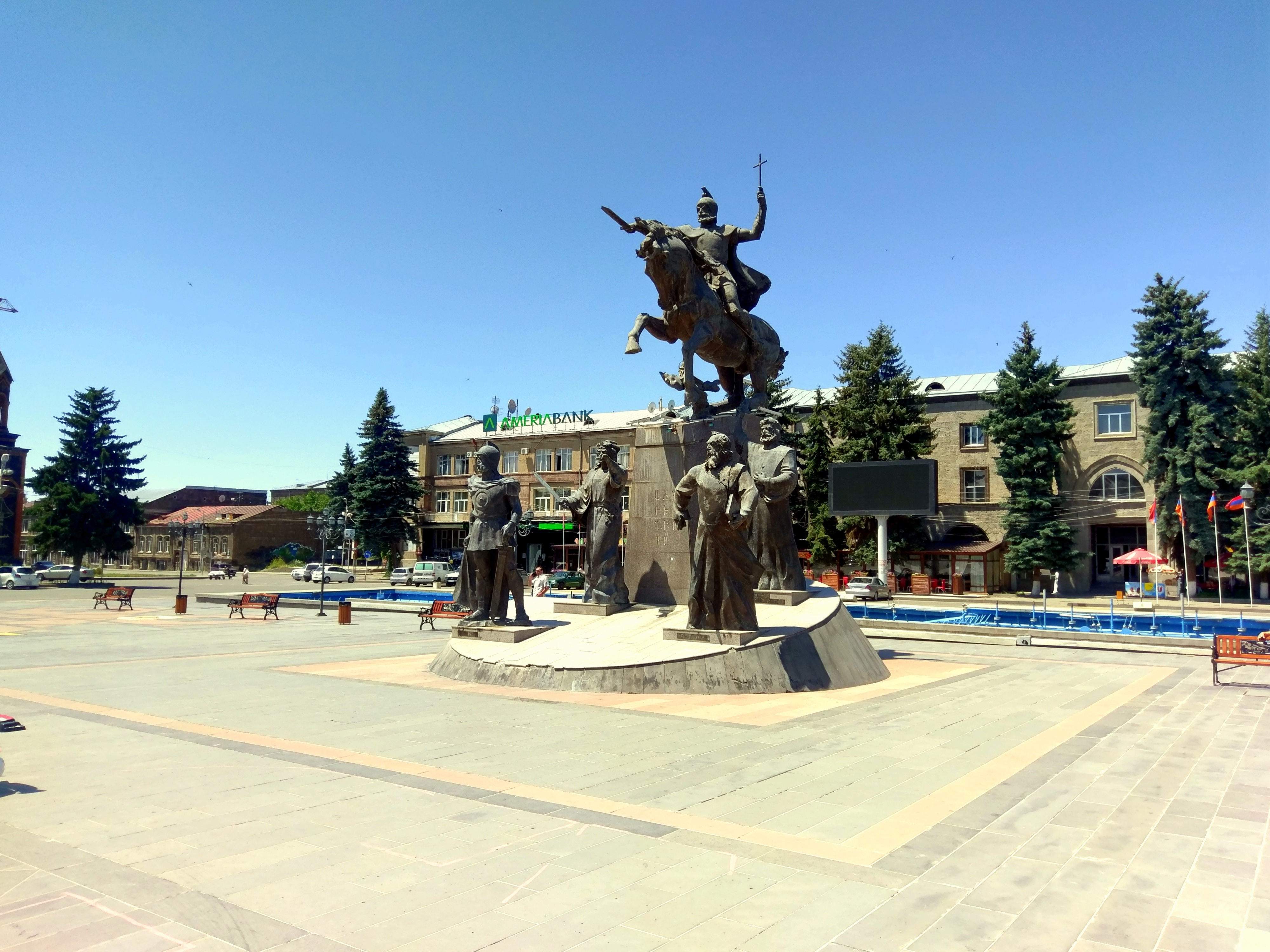
Památník bitvy v Gjumri

Arméni do bojů na Avarajru nasadili asi 66 tisíc ozbrojenců, Peršané asi 200-300 tisíc perských vojáků, ale na perské straně bojovalo též asi 60 tisíc Arménů, kteří těsně před bitvou přeběhli – velel jim Vasak Siuni. Bitva proslula též masivním nasazením slonů na perské straně.
Z Vardana Mamikonjana, který v bitvě padl, se stal arménský národní hrdina a Arménská apoštolská církev ho prohlásila za svatého. Arméni dnes vnímají bitvu jako své morální vítězství a každoročně si ji připomínají na svátek svatého Vardana.
Motivy perského velkokrále Jazdkarta II., který na Armény náboženský tlak vyvíjel, nebyly ovšem náboženské – ač byl zoroastristou. Byly spíše politické, Jazdkartovy vadila vazba arménských křesťanů na Konstantinopol a Řím. Nevyžadoval po Arménech nutně konverzi k zoroastrismu, spíše přeorientování na Církev Východu, kterou měli Peršané více pod kontrolou, ačkoliv byla také křesťanskou.